# مزوزا
مِزوزا (عبری: מְזוּזָה‎) طوماری‌ست از پوستِ حیوانِ حلال‌گوشت که بر روی آن دو پاراشای اولِ شمع ایسرائل و همچنین نامِ اعظمِ خداوند با مرکبی مخصوص بوسیلهٔ یک خطاطِ مؤمن، متعهد و متبحر و آشنا به این امر یعنی سوفر نوشته می‌شود. مِزوزا از مهم‌ترین و اساسی‌ترین اصولِ فرهنگی-دینیِ یهود و نمادی از اعتقاد و ایمانِ هر فردِ یهودی به ذات خدا است و همچون وظیفهٔ شرعی، حفظ و اجرای مِزوزا امری لازم است. یهودیان بر این باورند که وجودِ مزوزا بر ستونِ درِ خانه‌هایشان نشانه‌ای است از اصالت، آگاهی و غرور از یهودی‌بودن که با قراردادنِ آن قدوسیت و طهارتی خاص را در محیطِ خانوادهٔ خویش به ارمغان خواهند آورد. افزون بر این، از دیرباز این اعتقاد وجود داشته است که بدین‌وسیله موردِ عنایت و حمایتِ قادرِ مطلق قرار خواهند گرفت.

## واژه‌شناسی
ریشهٔ لغتِ مزوزا از کلمة «لِزوز» به معنای رفت‌وآمد و عبور کردن گرفته شده است. (ریشة دیگر مزوزا و هم وزن آن کلمه «تزوزا» به معنای حرکت کردن است). در دیگر کتاب‌های مقدس یهود، تفاسیر و تعابیر دیگری هم در این باب بیان شده است که از مهم‌ترین آن معانی، فرق نهادن و جدا کردن و دیگری به دور نگاه داشتنِ مرگ (نابودکننده) است.

## توصیهٔ تورات
«بشنو ای اسراییل! خداوند، خدای ما یکتاست».

«متبارک باد نامِ پرجلالِ سلطنتش از ازل تا ابد».

«خداوند خدایت را با تمامیِ دل و جان و تمامیِ قدرتت دوست بدار».

«و این سخنان را که اکنون امر می‌نمایم در قلبت جای دِه».

«آنها را به فرزندانت تعلیم دِه و همواره دربارهٔ آنها سخن بگو».

«چه هنگامی که در خانه نشسته‌ای و چه زمانی که در راه هستی، به هنگامِ خوابیدن و برخاستنت».

«آنها را همچون علامت بر دستت ببند و به‌عنوانِ نشانه میانِ چشمانت بگذار».

«آنها را بر قائمهٔ چهارچوب درِ خانه و دروازه‌ات بنویس».